# The Moon & Antarctica
The Moon & Antarctica är det tredje fullängdsalbumet av det amerikanska rockbandet Modest Mouse och släpptes ursprungligen den 13 juni 2000 genom Epic Records.
Det var bandets första släpp på ett större skivbolag och albumet gavs ut på både CD och vinyl. Tre nyutgåvor av The Moon & Antarctica har utkommit, vid två tillfällen på CD (2004, 2010) och vid ett tillfälle på vinyl (2010).
Albumet spelades in i Chicago, Illinois.

## Låtlista
| Nr  | Titel                       | Längd |
| --- | --------------------------- | ----- |
| 1.  | 3rd Planet                  | 3:59  |
| 2.  | Gravity Rides Everything    | 4:19  |
| 3.  | Dark Center of the Universe | 5:04  |
| 4.  | Perfect Disguise            | 2:43  |
| 5.  | Tiny Cities Made of Ashes   | 3:44  |
| 6.  | A Different City            | 3:10  |
| 7.  | The Cold Part               | 5:03  |
| 8.  | Alone Down There            | 2:24  |
| 9.  | The Stars Are Projectors    | 8:46  |
| 10. | Wild Packs of Family Dogs   | 1:45  |
| 11. | Paper Thin Walls            | 3:01  |
| 12. | I Came As a Rat             | 3:48  |
| 13. | Lives                       | 3:19  |
| 14. | Life Like Weeds             | 6:30  |
| 15. | What People Are Made Of     | 2:14  |